# Бабійчук Ростислав Володимирович
Ростислав Володимирович Бабійчук (1 (14) лютого 1911, місто Кишинів, тепер Молдова — 11 січня 2013, місто Київ) — український радянський політичний діяч. Міністр культури УРСР у 1956—1971, депутат Верховної Ради УРСР 4—5-го і 7—8-го скликань. Кандидат у члени ЦК КПУ в 1954—1976 р. Заслужений працівник культури України.

## Діяльність

Могила Ростислава Бабійчука та його родини, Берковецьке кладовище

Народився у родині техніка-залізничника. У 1930 році закінчив курси будівельників.
У 1930—1938 роках працював десятником, техніком, виконробом будівельно-монтажних дільниць Південно-Західної та Одеської залізниць. Брав активну участь в комсомольській роботі. Водночас заочно здобув середню освіту.
Член ВКП(б) з березня 1939 року.
З 1939 року — редактор газети політвідділу, начальник сектора пропаганди і агітації політичного відділу Христинівського відділку Одеської залізниці.
Під час німецько-радянської війни — комісар будівництва бронепоїздів, начальник сектора пропаганди і агітації політичного відділу Івановського відділку та секретар партійного бюро вузлової сортувальної станції Іваново Ярославської залізниці.
У 1944 році повернувся до Української РСР. У 1944—1945 роках — 2-й секретар Христинівського районного комітету КП(б)У Київської області. У 1945—1946 роках — 1-й секретар Христинівського районного комітету КП(б)У Київської області.
У серпні (затв. у жовтні) 1946 — оф. січні 1949 року — 3-й секретар Київського обласного комітету КП(б) України.
У 1951 році закінчив Вищу партійну школу при ЦК КП(б)У.
З липня по вересень 1951 року — інспектор ЦК КП(б)У.
16 вересня 1951 — 5 травня 1952 року — 1-й секретар Житомирського обласного комітету КП(б)У.
У травні 1952 — березні 1954 року — інспектор ЦК КП України.
У лютому 1954 — 29 вересня 1955 року — 2-й секретар Львівського обласного комітету КП України.
3 серпня 1955 — 10 липня 1956 року — 1-й заступник міністра культури Української РСР.
10 липня 1956 — 15 листопада 1971 року — міністр культури Української РСР.
З листопада 1971 року — на пенсії.
Під час його керівництва міністерством створено ряд художніх колективів, осередків культурно-просвітницької роботи. Набула розквіту діяльність Павла Вірського, Степана Турчака, Анатолія Авдієвського, Сергія Данченка та інших. Була здійснена велика робота для підвищення рівня підготовки кваліфікованих кадрів в системі навчальних закладів культури і мистецтв. Успішно реалізувалися плани гастрольної діяльності на території Радянського Союзу та за його межами.
Помер за місяць до 102-го дня народження, 11 січня 2013 року. Похований на Берковецькому кладовищі разом з дружиною та сином.

## Нагороди
- чотири ордени Трудового Червоного Прапора (23.01.1948, 22.02.1967)
- Орден князя Ярослава Мудрого IV ст. (2011) — за визначний особистий внесок у розвиток української культури і мистецтва, багаторічну сумлінну працю[2]
- Орден князя Ярослава Мудрого V ст. (2002) — за визначні особисті заслуги перед Українською державою у розвитку національної культури[3]
- Орден «За заслуги» III ст. (2001) — за вагомий особистий внесок у розвиток української культури і мистецтва, багаторічну сумлінну працю[4]
- Почесна грамота Президії Верховної Ради Української РСР
- Заслужений працівник культури Української РСР (.08.1967)